# 反恐行動制度
反恐怖主義行動制度（俄语：Режим контртеррористической операции），是俄羅斯的一種特殊法律制度，用於在進行反恐怖主義行動的地區，以阻止或揭露恐怖襲擊並減少其後果。
關於引入和取消反恐行動制度的程序由《反恐怖主義法》（2006年）規定，該法替代了《反恐怖主義對抗法》（1998年）。

## 歷史
在1996年通過的俄羅斯新刑法典中，引入了現代意義上的「恐怖襲擊」（теракт）的概念，該概念指涉任何行為，通過造成對人身安全的威脅或對財產造成重大損害，旨在恐嚇或影響當局的決策。在此之前，「恐怖襲擊」被認為僅指對政府官員的謀殺未遂行為。
1998年，俄羅斯通過了《反恐怖主義法》，引入了「反恐怖主義行動」和「反恐怖主義操作模式」的概念。
1999年9月23日，俄羅斯總統鮑里斯·葉爾欽在車臣共和國領土上實施了反恐行動制度，作為對車臣武装分子入侵達吉斯坦的回應。該制度直到2009年4月16日才被取消，歷時十年。
戰鬥衝突、恐怖襲擊和警察行動不僅發生在車臣共和國，還發生在印古什共和國、達吉斯坦共和國和卡巴爾達-巴爾卡爾共和國等地區。在某些地區，曾多次暫時實施反恐行動制度。
2023年5月22日，由於俄羅斯志願軍團和自由俄羅斯軍團從烏克蘭領土入侵別爾哥羅德州，實施了反恐行動制度。

## 實施和解除
反恐行動制度的實施和解除是由俄羅斯聯邦安全局局長或其他該特勤機構成員決定的，也就是負責決定開始和結束反恐行動並指揮其進行的相同人員。
在進行大規模反恐行動（需要大量資源或涉及廣大領土）時，俄羅斯聯邦安全局局長還會通知總統、政府首腦、兩院議長和總檢察長關於實施反恐行動制度的事宜。
當恐怖襲擊被制止且不再對居民、財產和利益構成威脅時，反恐怖行動就會宣佈結束。
為了進行反恐行動，俄羅斯聯邦安全局會組建了一個聯合部隊，其中可能還包括軍隊、國民衛隊、警察、救援人員和其他部門的人員。
行動的計劃和參與部隊的協調由指揮該行動的作戰指揮部負責，該指揮部由反恐怖行動的負責人根據決定組建。

## 可施加的限制
《反恐怖主義對策法》列舉了約十項限制，可由反恐行動負責人引入：
- 在安全區域進出口進行文件檢查和檢查；
- 反恐行動人員自由進入任何場所；
- 控制資訊交流和中斷通訊；
- 移除人員和交通工具，或進行臨時遷離，限制道路交通；
- 使用機構和公民的交通工具將受害者送醫或追捕罪犯；
- 加強公共秩序、關鍵基礎設施和其他重要場所的保安，停止危險生產；
- 限制武器、危險物質、毒品、藥物和酒精的銷售，暫停私人安保業務；
- 檢疫。